# Hertig av Clarence
Hertig av Clarence är en titel som traditionellt delats ut till yngre medlemmar av den engelska eller brittiska kungafamiljen. De tre första gångerna som titeln delades ut var det som en adelstitel i England, den fjärde gången som en adelstitel i Storbritannien och den femte gången som en adelstitel i Förenade kungariket. 
Titeln skapades för första gången åt Lionel av Antwerpen, tredje son till kung Edvard III, 1362. Eftersom han dog utan söner, utslocknade titeln. Titeln skapades igen åt Thomas av Lancaster, andre son till kung Henrik IV. Också vid hans död utslocknade titeln. Sista gången titeln skapades som en engelsk titel var åt George Plantagenet, bror till kung Edvard IV. Hertigen miste sin titel 1478, efter att han blivit dömd för förräderi mot sin bror. Det föreslogs och planerades att titeln skulle skapas en fjärde gång i England, denna gång skulle titeln hertig av Clarence gå till Guilford Dudley, make till Jane Grey, vid hennes kröning, eftersom hon inte ville göra honom till kung. Det skedde dock aldrig eftersom hon avsattes innan titeln hann skapas.
Nästa gång som titeln skapades (denna gång med namnet "Clarence och St Andrews") var 1789 för prins William, tredje son till kung Georg III. När prins William efterträdde sin bror på tronen 1830, uppgick hertigdömet i kronan.
Sista gången titeln skapades ("Clarence och Avondale") var åt prins Albert Victor av Wales, äldste son till Albert Edward, prins av Wales (senare kung Edvard VII). Hertigen dog av lunginflammation 1892 och titeln utslocknade återigen.
Namnet Clarence har också använts tillsammans med en earltitel för drottning Viktorias son Leopold av Albany och hans son prins Charles Edward, där earltiteln är en lägre titel än den titel som använts. 
Man tror att titeln anspelar på staden Clare, Suffolk, men det har också föreslagits att det är Clarentza i Furstendömet Achaea. St Andrews och Avondale lades framförallt till för att associera titeln med Skottland också.

## Hertiglängd
Hertig av Clarence, för första gången inrättad 1362
- Lionel av Antwerpen, 1:e hertig av Clarence (1338-1368)

Hertig av Clarence, för andra gången inrättad 1412
- Thomas av Lancaster, 1:e hertig av Clarence (1388-1421)

Hertig av Clarence, för tredje gången inrättad 1461
- George Plantagenet, 1:e hertig av Clarence (1449-1478) (förverkad 1478)

Hertig av Clarence och St Andrews, för första gången inrättad 1789
- Prins William, 1:e hertig av Clarence och St Andrews (1765-1837) (blev kung 1830)

Earl av Clarence, för första gången inrättad 1881
- Prins Leopold, 1:e hertig av Albany, Earl av Clarence & Baron Arklow
- Prins Charles Edward, 2:e hertig av Albany, Earl av Clarence & Baron Arklow, hertig av Sachsen-Coburg & Gotha (1884-1954). De brittiska titlarna indragna 1919.

Hertig av Clarence och Avondale, för första gången inrättad 1890
- Prins Albert Victor, 1:e hertig av Clarence och Avondale (1864-1892)